# CMA CGM Vela

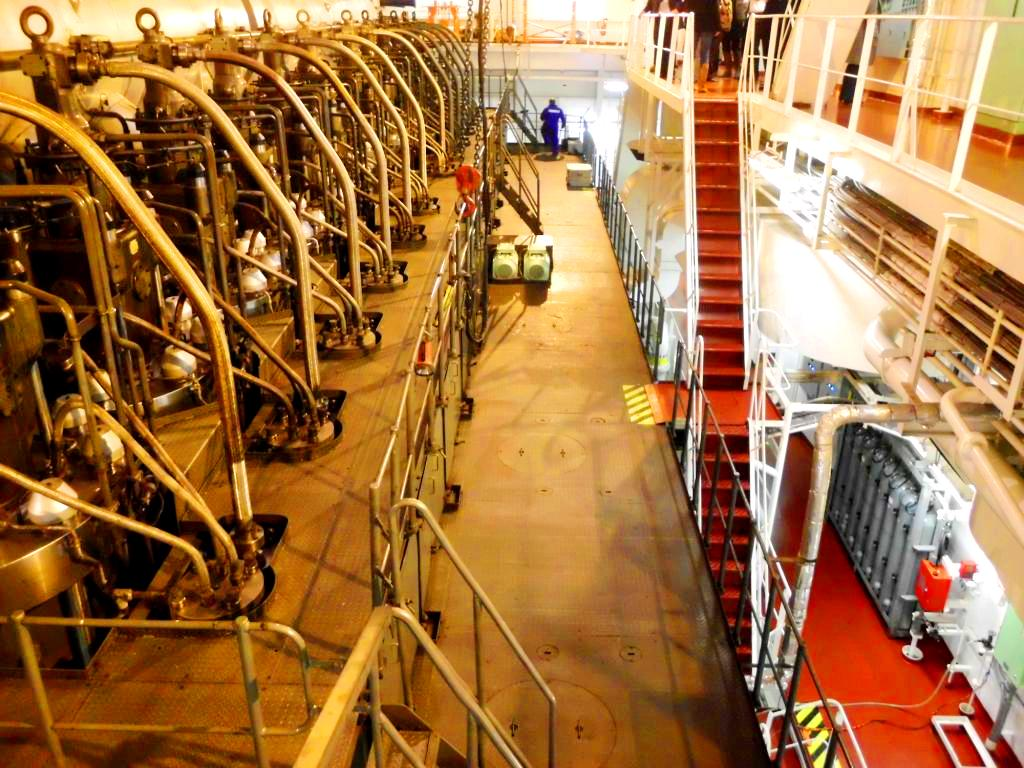
Maschinenraum: Blick auf die Zylinderstation mit den Zylinderköpfen und Auslassventilen

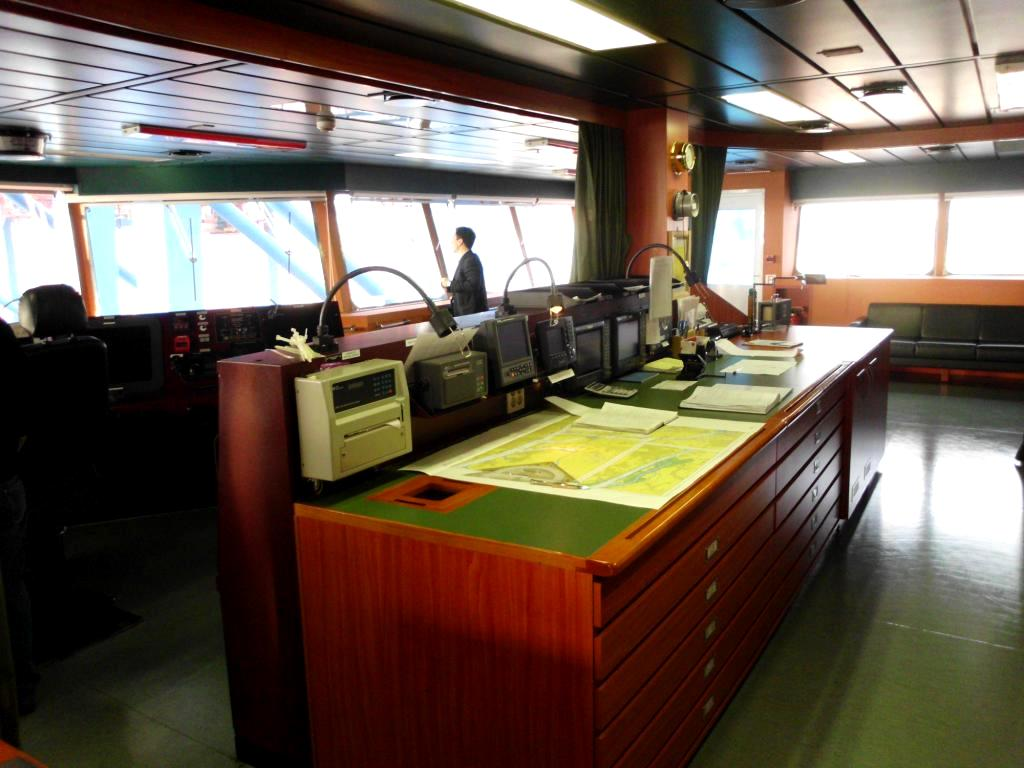
Brücke: Blick vom Kartentisch nach vorne

Die CMA CGM Vela (ex Conti Jupiter) ist ein Containerschiff der Postpanamax-Klasse. Eigner ist die Conti 155. Container Schifffahrts-GmbH & Co. KG MS „Conti Jupiter“, ein Schiffsfonds der Münchener Conti Holding. Bereedert wird das Schiff von der zur Offen Group gehörenden CPO Containerschiffreederei. Das Schiff wurde von der französischen Reederei CMA CGM gechartert und fährt im Liniendienst zwischen Nordeuropa und Ostasien.

## Name
Das Schiff wurde am 2. Oktober 2008 auf den Namen Conti Jupiter getauft. Der Name geht auf die Conti-Schiffsbeteiligung Ville de Jupiter zurück. Die Ville de Jupiter war 1986 eines der ersten vier Schiffe, die an die damalige Reederei Compagnie Maritime d’Affrètement (CMA) verchartert wurden. Es war acht Jahre im Einsatz, wurde 1994 verkauft und erzielte für die Gesellschafter ein sehr gutes wirtschaftliches Ergebnis.
CMA CGM hat das Schiff nach dem Sternbild Segel des Schiffs, lateinisch „Vela“, benannt.

## Allgemeine Daten
Die CMA CGM Vela wurde auf der Daewoo-Werft in Okpo, Südkorea, unter der Bauaufsicht der NSB Niederelbe Schiffahrtsgesellschaft gebaut. Das Schiff wurde am 28. April 2008 auf Kiel gelegt. Das Aufschwimmen (siehe Stapellauf) war am 12. Juli 2008, die Ablieferung an den Eigner erfolgte am 17. Oktober 2008. Die CMA CGM übernahm das Schiff am 19. Oktober 2008.
Das Schiff kam unter deutscher Flagge in Fahrt. Der Heimathafen des Schiffes war bis 2017 Hamburg. 2017 wurde das Schiff nach Portugal umgeflaggt, neuer Heimathafen wurde Madeira. Seit 2021 führt das Schiff die Flagge von Malta.

## Technische Daten
Das Schiff hat eine Gesamtlänge von 347,48 Metern, eine Breite von 45,20 Metern, einen Tiefgang von bis zu 15,50 Metern und eine Tragfähigkeit von 130.700 Tonnen. Die Bruttoraumzahl (BRZ) beträgt 128.600, die Nettoraumzahl (NRZ) 72.696. Die Brutto- und Nettoraumzahlen nach dem Sueskanal-Messbrief betragen 130.392,48 und 114.078,26. Die Anzahl der Container-Stellplätze beträgt nach Angaben der NSB Niederelbe Schiffahrtsgesellschaft, die das Schiff bis zur Übernehme der Conti Unternehmensgruppe durch die Offen Group im Jahr 2017 bereedert hatte, 10.960 TEU (20-Fuß-Container). Davon können 5.610 unter und 5.350 auf Deck gelagert werden. Für 700 Kühlcontainer sind Anschlüsse vorhanden, 570 auf und 130 unter Deck. Die Ladekapazität für beladene, 14 Tonnen schwere 20-Fuß-Container ist mit 7.890 TEU angegeben. CMA CGM gibt die Anzahl der Stellplätze mit 11.040 TEU und die maximale Anzahl beladener Container mit 7.990 TEU an.
Angetrieben wird das Schiff von einem in Lizenz in Südkorea gefertigten Schiffsdieselmotor des Typs MAN B&W 12 K 98 ME-C7 mit einer Gesamtleistung von 68.520 Kilowatt. Der Zweitakt-Zwölfzylindermotor treibt das Schiff bei einer Drehzahl von 104 Umdrehungen pro Minute mit einer Geschwindigkeit von 24,2 Knoten an. Die Bugstrahlanlage leistet 3.000 Kilowatt. Vier Dieselgeneratoren des Typs Daihatsu 8DK-32C erzeugen zusammen eine elektrische Leistung von 12.000 Kilowatt.
Ursprünglich sollte die CMA CGM Vela eine Gesamtlänge von 346,5 Metern und eine Breite von 43,20 Metern erhalten. Die Containerkapazität hätte maximal 9.710 TEU, bei Beladung mit 14-Tonnen-Containern 7.040 TEU betragen. Das Schiff hätte dann eine Geschwindigkeit von 25,3 Knoten erreicht.

## Vertraglicher und finanzieller Rahmen
Der Bauvertrag für den Neubau unter der Baunummer DSME 4125 wurde am 25. April und 18. Juli 2005 zwischen CMA CGM und der Bauwerft abgeschlossen. Die Conti-Beteiligungsgesellschaft trat am 15. November 2005 an Stelle von CMA CGM in den Vertrag ein. Für das Schiff wurde ein Baupreis von 136,3 Millionen US-Dollar (USD) vereinbart. Die Erstausrüstung, die unter anderem Laschmaterial zur Befestigung der Container, Ersatzteile, Einrichtungsgegenstände und Kommunikations- und Navigationshilfen beinhaltete, und die Baunebenkosten wurden mit 1,3 Millionen Euro veranschlagt. Der Schiffsneubau wurde mit 57,95 Millionen Euro aus dem Beteiligungsfonds und 89,0 Millionen USD aus Schiffshypothekendarlehen finanziert.
Die CMA CGM Vela wurde bis zum Jahre 2020 mit einer Option von weiteren drei Jahren verchartert. Die vereinbarte tägliche Charterrate beträgt für die ersten drei Jahre 35.100 USD zuzüglich 13.455 Euro, für das vierte bis siebte Jahr 51.650 USD und danach 45.800 USD. Nach Ablauf des Chartervertrages hat CMA CGM die Option, das Schiff zu kaufen. Der vereinbarte Kaufpreis beträgt 56 Millionen USD nach einer zwölfjährigen Charter und 51 Millionen USD nach einer fünfzehnjährigen Charter zuzüglich einer Differenz von 25,5 Prozent zu einem höheren Marktwert, mindestens aber 60 oder 54,5 Millionen USD.

## Route
Die CMA CGM Vela verkehrt im Liniendienst zwischen Nordamerika, Asien und dem Mittleren Osten.

## Bauserie
Die CMA CGM Vela ist das erste einer Serie von vier Schiffen, die auf der Daewoo-Werft in Okpo gebaut wurden.
| Name             | IMO-Nummer | Baunummer | Indienststellung bei CMA CGM | Eigner                                                             | Heimathafen        |
| ---------------- | ---------- | --------- | ---------------------------- | ------------------------------------------------------------------ | ------------------ |
| CMA CGM Vela     | 9354923    | DSME 4125 | 19. Okt. 2008                | Conti 155. Container Schifffahrts-GmbH & Co. KG MS „Conti Jupiter“ | Madeira (Portugal) |
| CMA CGM Thalassa | 9356294    | DSME 4126 | 30. Dez. 2008                | Global Ship Lease 13 Limited                                       | Limassol (Zypern)  |
| CMA CGM Hydra    | 9356309    | DSME 4127 | 8. Apr. 2009                 | Mi-Das Line                                                        | Nassau (Bahamas)   |
| CMA CGM Musca    | 9356311    | DSME 4128 | 9. Juni 2009                 | Mi-Das Line                                                        | Nassau (Bahamas)   |

## Belege
Die Informationen dieses Artikels entstammen zum größten Teil aus
- Verkaufsprospekt Schiffsbeteiligung Conti Beteiligungsfonds IX (PDF (PDF); 4,60 MB).
- Reederei NSB (Hrsg.): CMA CGM Vela. In: Flottenliste. Abgerufen am 4. Mai 2009.
- CMA CGM (Hrsg.): Vessel CMA CGM Vela. In: The ship fleet. (englisch) abgerufen am 4. Mai 2009.

Die Informationen zur Bauserie entstammen zum größten Teil aus
- CMA CGM (Hrsg.): The ship fleet. (englisch) abgerufen am 24. Juni 2009.

Darüber hinaus werden folgende Stellen zitiert:
1. ↑  The Delivery of the MS Conti Jupiter (Memento vom 12. Dezember 2008 im Internet Archive), Pressemitteilung, CONTI Holding (engl.), 17. Oktober 2008.
2. ↑  Rekordschiff am Burchardkai (Memento des Originals vom 7. Juni 2009 im Internet Archive)  Info: Der Archivlink wurde automatisch eingesetzt und noch nicht geprüft. Bitte prüfe Original- und Archivlink gemäß Anleitung und entferne dann diesen Hinweis., Pressemitteilung, HHLA Zentralbereich Unternehmenskommunikation, 27. November 2008. Abgerufen am 15. Dezember 2008.
3. ↑  Capacity 11,000 TEU (Memento vom 14. November 2009 im Internet Archive), Fleet, Container Vessels, Conti-Shipping (englisch).